# Zeuner (Adelsgeschlecht)

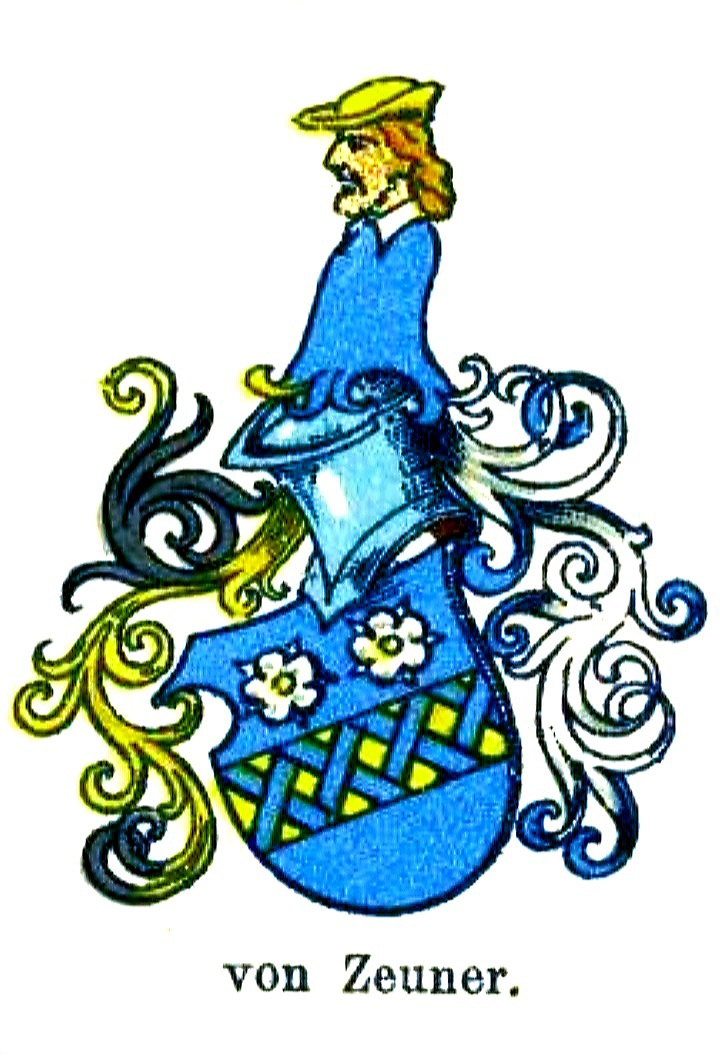
Wappen derer von Zeuner (1702)

Zeuner ist der Name eines erloschenen deutschen Adelsgeschlechts.

## Geschichte
Das aus dem Breisgau stammende Geschlecht beginnt seine Stammreihe mit Johann Zeuner (1526–1618), Ratsherr zu Freiburg. Sein Sohn, Michael Zeuner, hat am 15. Mai 1613 einen kaiserlichen Wappenbrief erhalten. Der Sohn des schwedischen Landrentmeisters Bernhard Zeuner und der Barbara, geb. Quase, Johann Joachim Zeuner (1647–1716), kurhannoverscher Rat und Drost zu Münden erhielt am 29. August 1702 zu Wien die Reichsadelsbestätigung mit Wappenbesserung. Die Familie stellte mehrfach Offiziere im schwedischen Heer oder der preußischen Armee.

## Angehörige
- Karl Christoph von Zeuner (1703–1768), preußischer Generalmajor
- Barnim von Zeuner (1821–1904), preußischer General der Infanterie
- Ferdinand von Zeuner (1825–1888), preußischer Generalleutnant
- Albert von Zeuner (1825–1888), preußischer Generalleutnant

## Wappen

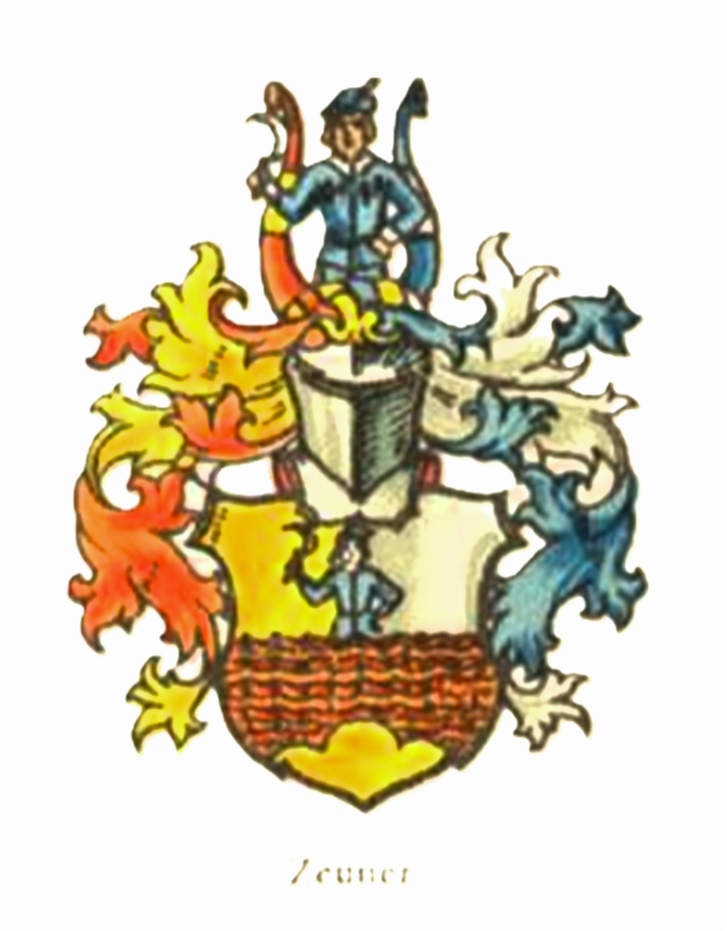
Wappen in leicht variierter Farbgebung zum Wappenbrief von 1613

Das Wappen (1613) zeigt in Silber auf rotem Dreiberg ein Zaun, dahinter ein wachsender Mann, in der Rechten eine Sichel haltend, die Linke in die Seite stützend. Auf dem Helm mit rechts blau-goldenen, links rot-silbernen Decken zwei Büffelhörner, das rechte von Blau und Gold, das linke von Rot und Silber geteilt.
Das Wappen (1702) ist zwei Mal geteilt, oben in Blau zwei silberne Rosen, mitten in Gold ein blauer Gitterzaun, unten Blau und ledig. Auf dem  mit rechts schwarz-goldenen, links blau-silbernen Decken ein blau-gekleideter Mannesrumpf mit goldener Mütze.